# Людвиг (граф Равенсберга)

Графство Равенсберг (в центре жёлтым)

Людвиг (нем. Ludwig von Ravensberg; ум. 15 января 1249) — граф Равенсберга с 1221 года.
Сын Германа II фон Равенсберга и Ютты Тюрингской. Наследовал отцу вместе с братом Оттоном II.
В 1226 году братья поделили владения: Герман II получил Равенсберг и Билефельд, Оттон II — Флото.
В 1244 году Оттон II умер, и на Флото предъявил претензии граф Текленбурга, сын которого был помолвлен с Юттой — дочерью покойного. Его также поддержали графы Вальдека, сеньор Липпе и епископ Мюнстера. Их объединённое войско захватило Оттона II в плен. Он был освобождён ценой уплаты выкупа (800 марок) и отказа от Флото.
В 1240 году основал Шпарренбург.

## Семья
Первой женой Людвига (свадьба до 17 апреля 1236) была Гертруда (ум. 1240), дочь Германа II цур Липпе. От неё дети:
- Гедвига (ум. 8 июня 1265), муж — граф Готфрид фон Арнсберг
- Ютта (ум. 17 мая 1282), муж — граф Генрих II фон Хойя
- София (ум. не ранее 1275), муж — граф Герман фон Холте
- Гертруда (ум ок. 1266), муж — Людольф V фон Штайнфурт.

Вторая жена — Адельгейда фон Дассель (ум. 14 сентября 1263), дочь графа Адольфа I Дассельского. От неё дети (родились в период 1243—1248):
- Оттон III (ум. 25 марта 1305)
- Людвиг (ум. 14 ноября 1308), епископ Оснабрюка
- Иоганн.

После смерти Людвига опекуном его малолетних детей объявил себя их дядя Бернхард III фон дер Липпе. Адельгейда фон Дассель увезла детей к своим родственникам в Ратцебург, после чего Бернхард силой захватил власть в Равенсберге. В 1359 году графом Равенсберга упоминается уже Оттон III — сын Людвига.